# Grupul Școlar Industrial Grigore C. Moisil, Buzău
Grupul Școlar Industrial Contactoare Buzău este o instituție de învățământ din Municipiul Buzău.

## Legături externe
- Site oficial